# Zooid
Zooid är en enskild individ som tillsammans med andra individer bildar en koloni, som fungerar som en organism. 
Företeelsen förekommer hos djur inom olika ordningar. Hos mossdjuren består organismen ofta av en fast säck eller lådformig del och en tentakelkrona som kan dras in i denna. Koraller är ofta kolonibildare, men förekommer även solitärt. Sifonoforerna är en ordning inom nässeldjuren som också lever i kolonier. Ett annat exempel på kolonibildare är släktet Pyrosoma inom ryggsträngsdjuren.
Koloniorganismen brukar kallas zoon (plural zoa) och kommer från grekiska zòon (ζώον) i betydelsen “djur”.